# S.I.R. John Winston Ono Lennon
S.I.R. John Winston Ono Lennon est un bootleg des répétitions du musicien britannique John Lennon et de sa femme Yoko Ono, accompagnés du  groupe Elephant's Memory, enregistrées en studio fin août 1972. Bien qu'enregistré la semaine avant un concert donné au Madison Square Garden, seules deux chansons issues de cette séance y seront jouées.

## Enregistrement
Les séances furent tenues avec le producteur de disques Phil Spector les 21 et 22 août 1972 au Studio Instrument Rentals (SIR Studios), studio de Manhattan à New York qui commençait à opérer cette année-là. Le « S.I.R. » du titre de l'album est un jeu de mots évident qui rappelle tant le nom du studio que le titre honorifique britannique.
Les seuls morceaux enregistrés ailleurs furent Honey Hush et les jam sessions de Yoko Ono, enregistrés le 18 août au Butterfly Studio et les 20 et 22 août au Fillmore East, deux lieux de la même ville. Ces dernières séances donnèrent une qualité sonore nettement inférieure.
Comme d'habitude dans ce genre d'enregistrements non officiels,  le son non optimal tiré de la bande originale est l'une des principales raisons pour lesquelles les enregistrements n'ont jamais été édités à l'époque. Les répétitions furent éditées en 1995 sur CD par le label italien Moonlight Records, qui avait acheté les droits d'utilisation des enregistrements.
Avec A Toot and a Snore in '74, c'est l'un des bootlegs de répétitions de John Lennon les moins connus, et il n'a jamais fait partie de compilations.

## Contexte

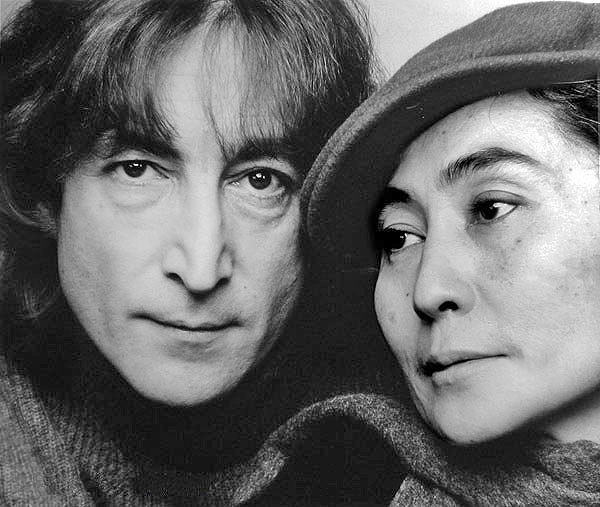
John Lenon et Yoko Ono. Photo de Jack Mitchell

Les répétitions furent enregistrées à un moment où John Lennon commençait à donner une tournure radicalement différente à sa carrière après sa période d'activisme politique.
Le changement d'orientation musicale se produisit au milieu de divers événements : l'échec commercial de son album controversé Some Time in New York City (lancé seulement deux mois avant), les divers événements géopolitiques qui secouèrent le monde en 1972 et, enfin, le désir manifeste de Lennon de revenir à la musique rock'n'roll de ses origines. Après avoir tenté de définir son projet pendant près de deux ans, Lennon le fait aboutir en 1975 en sortant son album Rock 'n' Roll, mais y inclut seulement sa version d'Ain't That a Shame parmi les morceaux répétés en 1972.
Il n'est pas évident que ces enregistrements furent créés en prévision du concert du 30 août 1972 au Madison Square Garden (ce concert fut filmé et diffusé sous le titre Live in New York City en 1986), car ils comprennent seulement Come Together et Hound Dog parmi les chansons interprétées dans ce spectacle. Il est probable que Lennon voulait seulement examiner des thèmes possibles pour de futurs enregistrements en studio, sans trop savoir ceux qui allaient être joués au prochain spectacle.
Ce CD se compose principalement de chansons classiques de rock'n'roll avec un seul morceau original de Lennon (Come Together). Les chansons attribuées à Yoko Ono se composent de quelques improvisations blues rock avec les cris spontanés de l'artiste japonaise. We're All Water est une chanson de son répertoire incluse dans Some Time in New York City.
L'édition éliminera une grande partie du dialogue entre Lennon et le groupe, en se concentrant sur l'interprétation des chansons.

## Importance historique
En dépit de la mauvaise qualité sonore de ces enregistrements, il n'y a aucun doute que c'est l'une des rares occasions où on peut écouter John Lennon « en direct en studio » au cours de sa carrière solo.
L'enregistrement est aussi important, car presque toutes ces chansons n'ont jamais été interprétées en public, et c'est le seul enregistrement connu de ces chansons par Lennon. De plus, à part quelques concerts sporadiques, l'artiste n'a pas fait de tournée après la séparation des Beatles.

## Liste des chansons
1. Roll Over Beethoven (Chuck Berry) - 2:30
2. Honey Don't (Carl Perkins) - 3:05
3. Ain't That a Shame (Fats Domino/Dave Bartholomew) - 2:34
4. Medley : My Babe (Little Walter) et Not Fade Away (Charles Hardin/Norman Petty) - 2:30
5. Send Me Some Lovin´ (Richard Penniman) - 2:49
6. Yoko Jam (Yoko Ono) - 2:21
7. Medley : Whole Lotta Shakin' Goin' On (Dave « Curlee » Williams/James Faye « Roy » Hall) et It'll Be Me (Jerry Lee Lewis) - 5:29
8. Honey Hush (Big Joe Turner) - 2:13
9. Medley : Don't Be Cruel (Otis Blackwell) et Hound Dog (Jerry Leiber/Mike Stoller) - 4:27
10. Carribean (Mitchell Torok) - 3:09
11. Honky Tonk (Bill Doggett) - 3:11
12. Mind Train (Ono)- 8:07
13. Come Together – (Lennon/McCartney)- 7:00
14. We're All Water (Ono) - 11:04

### Interprètes
- John Lennon : chant, guitare, claviers
- Yoko Ono : chant,  claviers
- Jim Keltner : batterie et percussions

Elephant's Memory
- Stan Bronstein :  saxophone
- Wayne « Tex » Gabriel : guitare soliste
- Richard Frank Jr. : batterie, percussions
- Adam Ippolito : claviers, piano
- Gary Van Scyoc : basse
- John Ward : basse